# 261 v. Chr.
Portal Geschichte | Portal Biografien | Aktuelle Ereignisse | Jahreskalender | Tagesartikel

◄ |
4. Jahrhundert v. Chr. |
3. Jahrhundert v. Chr. |
2. Jahrhundert v. Chr. |
►

◄ | 280er v. Chr. | 270er v. Chr. | 260er v. Chr. | 250er v. Chr. |
240er v. Chr. |
►

◄◄ | ◄ | 264 v. Chr. | 263 v. Chr. | 262 v. Chr. | 261 v. Chr. |
260 v. Chr. |
259 v. Chr. |
258 v. Chr. |
► |
►►
Staatsoberhäupter

## Ereignisse

### Westliches Mittelmeer

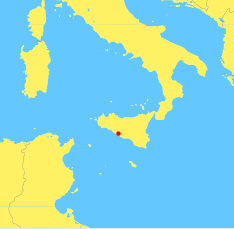
Lage von Agrigent

- Anfang des Jahres: Die Karthager schicken eine Entsatzarmee unter Hanno nach Sizilien, um die von den Römern belagerte Stadt Agrigentum (Akragas) zu befreien; dieses Heer wird aber vor der Stadt von den Römern unter Lucius Postumius Megellus und Quintus Mamilius Vitulus in der Schlacht von Agrigentum geschlagen; Agrigent selbst wird erobert und geplündert, seine Bewohner versklavt.
- Die Römer beginnen mit dem Bau einer Flotte.

### Östliches Mittelmeer

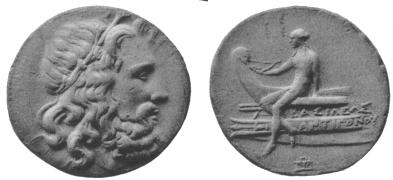
Münze des Antigonos II.

- Im Chremonideischen Krieg gelingt Antigonos II. Gonatas von Makedonien vor der Insel Kos ein entscheidender Sieg gegen Athens Verbündeten Ptolemaios II. von Ägypten, der die Getreidelieferungen nach Athen sichergestellt hatte. Athen, von Antigonos II. Gonatas ausgehungert, muss vor Makedonien kapitulieren und eine makedonische Garnison auf dem Museion-Hügel akzeptieren.

### Asien

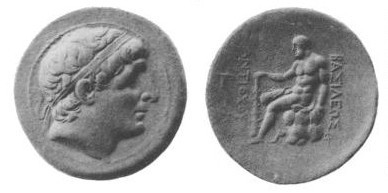
Münze des Antiochos II. Theos

- Antiochos II. Theos wird König des Seleukidenreiches als Nachfolger seines Vaters Antiochos I. Soter.
- Der indische Maurya-Herrscher Ashoka erobert nach blutigen Feldzügen das Gebiet von Kalinga (Orissa). Das Erlebnis der Kriegsgräuel führt dazu, dass er zum Buddhismus konvertiert und fortan eine konsequente Friedenspolitik betreibt; auf religiösem Gebiet setzt er eine Politik der Toleranz durch.

## Gestorben
- Antiochos I., König des Seleukidenreiches (* 324 v. Chr.)